# جرجس المزاحم
جرجس المزاحم أو مارجرجس المزاحم هو أحد قديسي الكنيسة القبطية الأرثوذكسية، ويعيد له في 19 من شهر بؤونه.

## حياته
ولد جرجس المزاحم أو مزاحم العطوي في طلخا لأم مسيحية تدعى مريم ولأب مسلم يدعى جمعة العطوي تزوجها رغماً عن اردتها هي واسرتها وكان ذلك في عهد عهد الخليفة الفاطمي العزيز بالله، وكان لجرجس ستة اخوه وكان ترتيبه بينهم الثالث. ونشأ على ديانه والده الإسلام، وفي سن الثانية عشرة توقف عن ممارسة الإسلام. وإعتاد الذهاب إلى الكنيسة مع والدته. وأخبرها أنه يريد الحصول على الأسرار المقدسة، فأخبرته أنه لا يمكن إلا إذا تم تعميده، ووفقاً لسيرته حاول التعميد لكن الكهنة كانوا خائفين من المشاركة في مثل هذا العمل الخطير فعمد نفسه عن طريق غمر نفسه ثلاث مرات. تزوج لاحقاً من امرأة مسيحية وعندما أخبرها عن قصته أخبرته بأن تعميده غير دقيق. وهرب كلاهما إلى مدينة تدعى سمنود حيث تعمد وأعطي اسمًا مسيحيًا، وهو جرجس، لأنه تعمد في يوم ذكرى القديس جرجس. حصلت لاحقاً في الكثير من المتاعب وتم اعتقاله بتهمة الردة عن الإسلام. وقام حشد بإضرام النار عليه ولكن لم يكن له أي تأثير عليه حسب الروايات، وتشير الرواية إلى انبهار الحاكم وتفكيره في تحريره ولكن الناس الغاضبون وأردوا القتل. بعد الإعدام، حصلت زوجته على جثته.